# Lípa v Kyšicích
Lípa v Kyšicích je památný strom v obci Kyšice, která se nalézá zhruba 6 km na jih od okresního města Kladna. Lípa malolistá (Tilia cordata) roste na severním okraji obce, v zahradě po pravé (východní) straně průjezdní silnice II/118 směr Braškov, potažmo Kladno, asi 70 metrů severně od křižovatky se silnicí směr Valdek. Zahrada, mírně se svažující k k jihu, je poněkud vyvýšena nad úroveň silnice a ohraničena cihlovou zdí. V úrovni lípy je však několikametrový úsek zdi vybourán a nahrazen plotem z drátěného pletiva, tak aby bylo možno památný strom lépe z ulice pozorovat.
Lípa požívá ochrany od roku 1996 pro svou estetickou hodnotu (pravidelná koruna s „pozoruhodným rozložením hlavních kosterních větví“). Měřený obvod jejího kmene v době vyhlášení činil 260 centimetrů, výška stromu 12 metrů. Věk stromu vyhlašovací dokumentace odhadovala na 120 roků, což přepočteno na současnost dává aktuální odhad 149 let.

## Fotogalerie

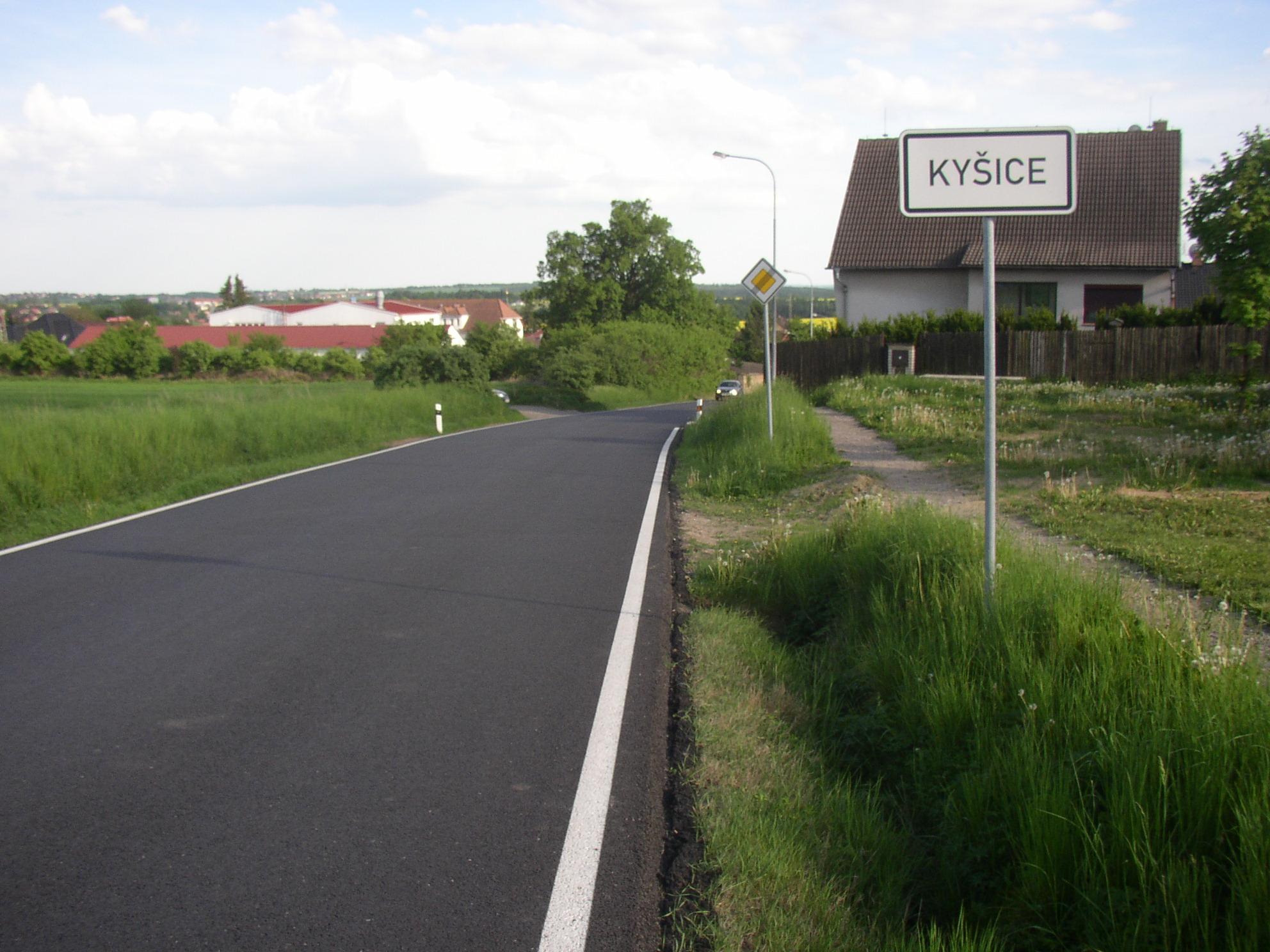
Vjezd do Kyšic od Braškova, uprostřed vyniká památná lípa
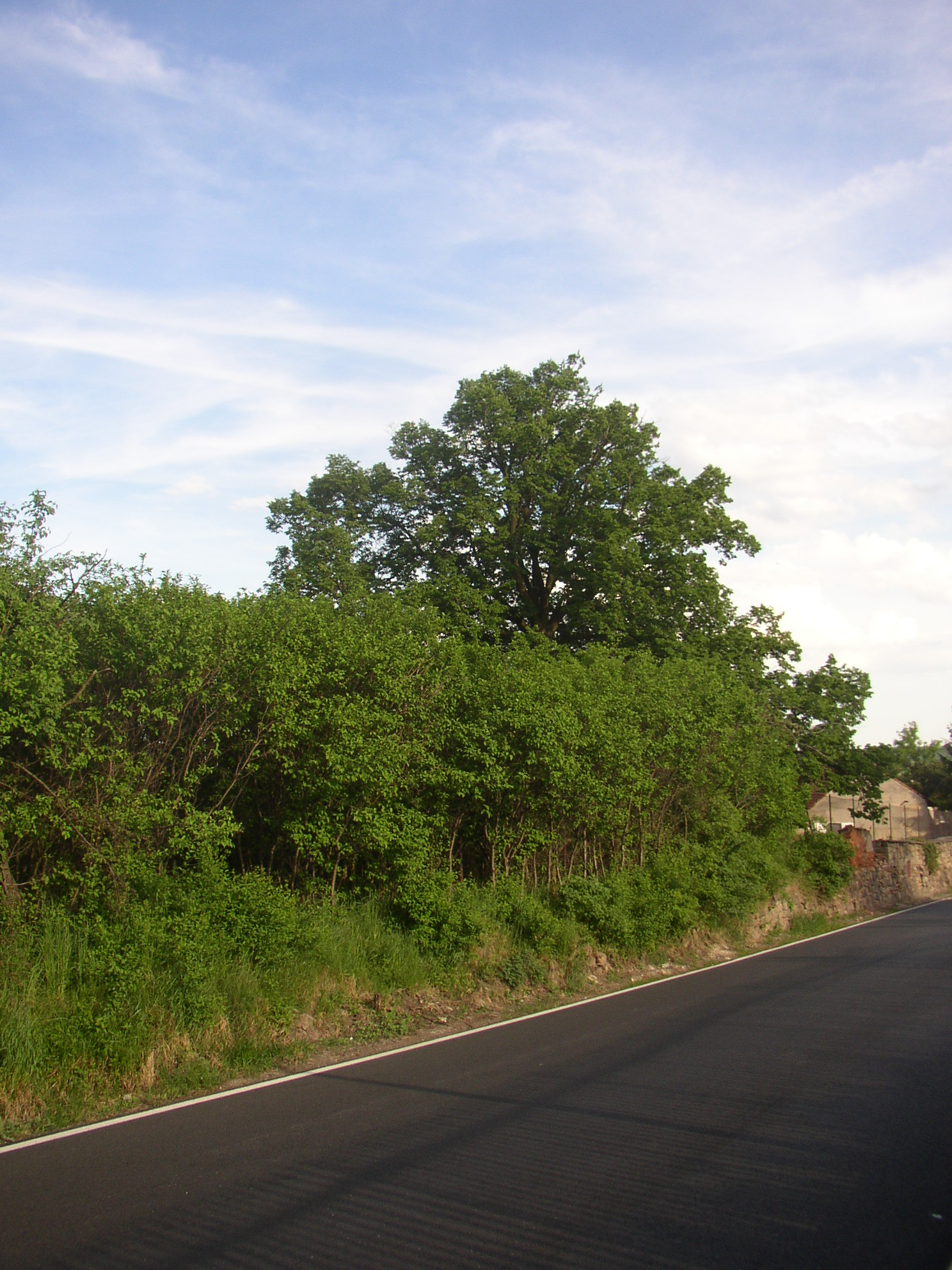
Pohled od severozápadu
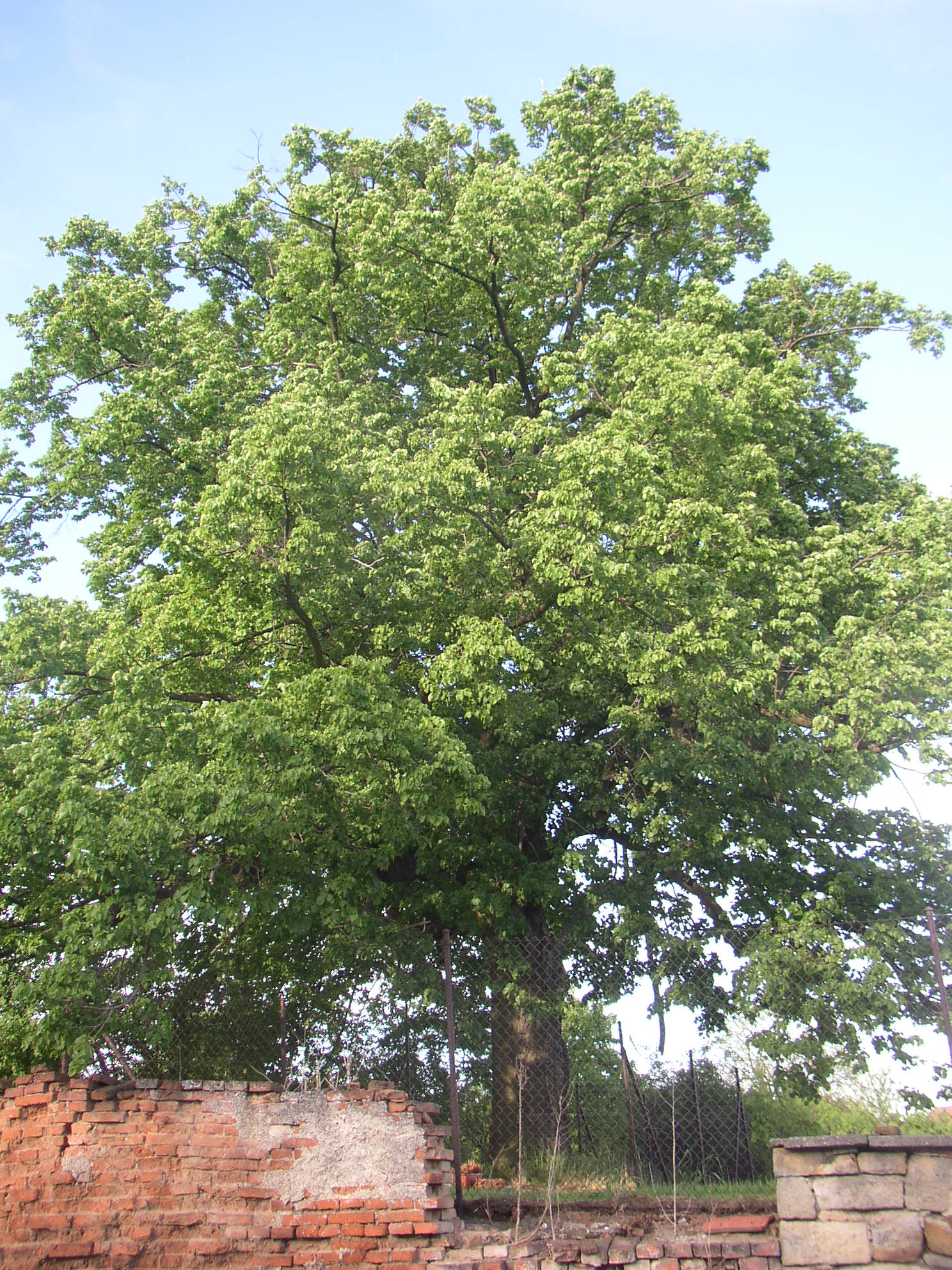
Pohled od západu, z chodníku přes silnici
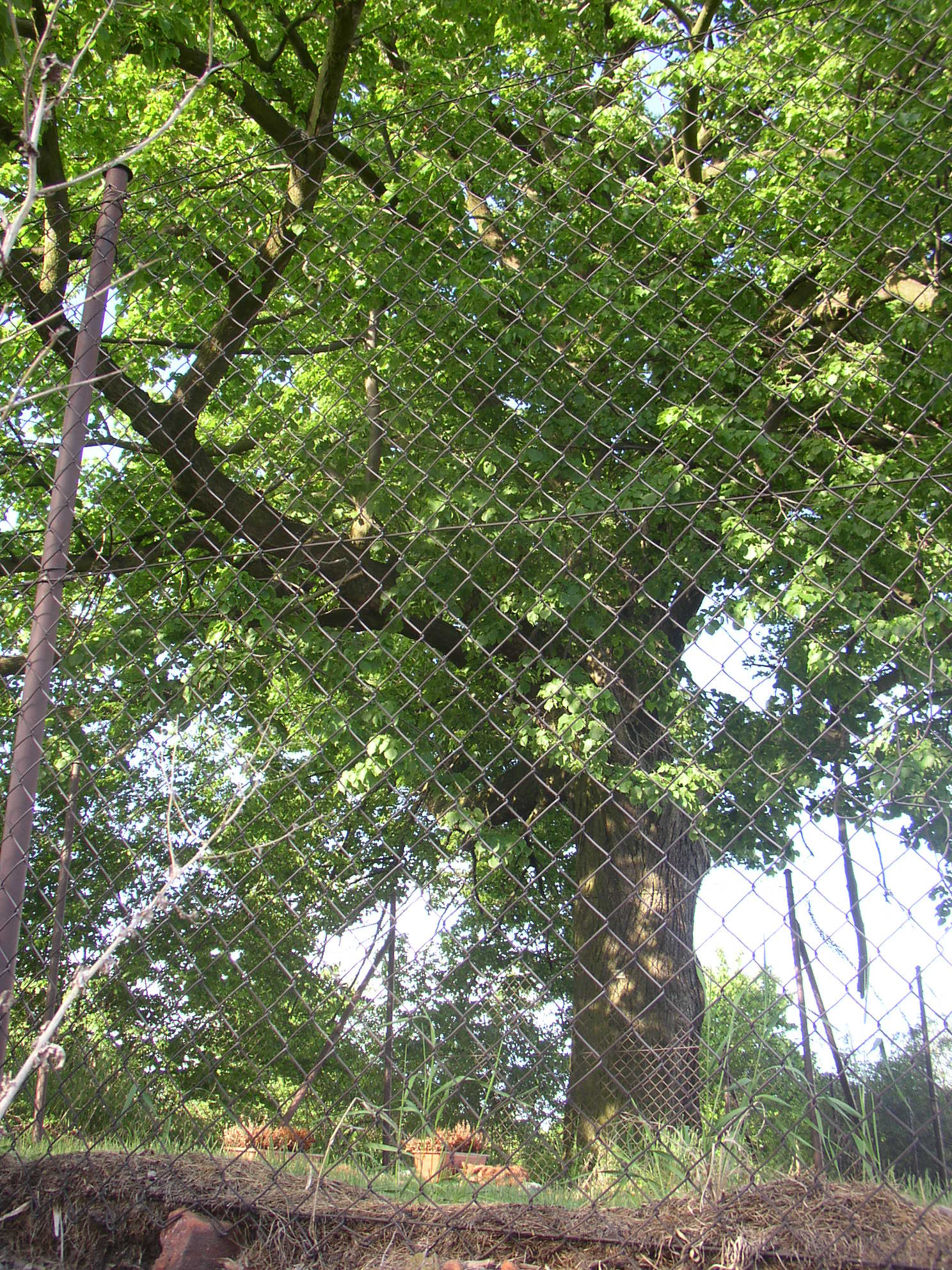
Pohled zblízka skrze plot

## Památné a významné stromy vokolí
- Dub u svárovské hájovny (4,6 km jjv.)
- Dub u Valdeka (1,7 km zsz.)
- Dub u Velké Dobré (4,2 km sz.)
- Duby v Dolanech (4,0 km sv.)
- Hamouzův dub (4,7 km zjz.)
- Javory v Kyšicích (0,4 km j.)
- Jinan v Červeném Újezdě (5,1 km vjv.)
- Muk „Na kocourku“ (1,1 km jjv.)
- Planá jabloň (5,5 km z.)
- Rozdělovské lípy (5,6 km sz.)
- Svárovská lípa (5,5 km jv.)